# Oscarverleihung 1971
Übersicht aller ausgezeichneten Filme

◄◄ | ◄ | 1967 | 1968 | 1969 | 1970 | Oscarverleihung 1971 | 1972 | 1973 | 1974 | 1975 | ► | ►►

Weitere Ereignisse
Die Oscarverleihung 1971 fand am 15. April 1971 im Dorothy Chandler Pavilion in Los Angeles statt. Es waren die 43rd Annual Academy Awards. Im Jahr der Auszeichnung werden immer Filme des vergangenen Jahres ausgezeichnet, in diesem Fall also die Filme des Jahres 1970.

## Moderation
Es gab in diesem Jahr keinen offiziellen Moderator. 

## Gewinner und Nominierungen

### Bester Film
präsentiert von Steve McQueen
Patton – Rebell in Uniform (Patton) – Frank McCarthy
Airport – Ross Hunter
Five Easy Pieces – Ein Mann sucht sich selbst (Five Easy Pieces) – Bob Rafelson, Richard Wechsler
Love Story – Howard G. Minsky
M*A*S*H – Ingo Preminger

### Beste Regie
präsentiert von Janet Gaynor und Ryan O’Neal
Franklin J. Schaffner – Patton – Rebell in Uniform (Patton)
Robert Altman – M*A*S*H
Federico Fellini – Fellinis Satyricon (Fellini – Satyricon)
Arthur Hiller – Love Story
Ken Russell – Liebende Frauen (Women in Love)

### Bester Hauptdarsteller
präsentiert von Goldie Hawn
George C. Scott – Patton – Rebell in Uniform (Patton)
Melvyn Douglas – Kein Lied für meinen Vater (I Never Sang for My Father)
James Earl Jones – Die große weiße Hoffnung (The Great White Hope)
Jack Nicholson – Five Easy Pieces – Ein Mann sucht sich selbst (Five Easy Pieces)
Ryan O’Neal – Love Story

### Beste Hauptdarstellerin
präsentiert von Walter Matthau
Glenda Jackson – Liebende Frauen (Women in Love)
Jane Alexander – Die große weiße Hoffnung (The Great White Hope)
Ali MacGraw – Love Story
Sarah Miles – Ryans Tochter (Ryan’s Daughter)
Carrie Snodgress – Tagebuch eines Ehebruchs (Diary of a Mad Housewife)

### Bester Nebendarsteller
präsentiert von Maggie Smith
John Mills – Ryans Tochter (Ryan’s Daughter)
Richard S. Castellano – Liebhaber und andere Fremde (Lovers and Other Strangers)
Dan George – Little Big Man
Gene Hackman – Kein Lied für meinen Vater (I Never Sang for My Father)
John Marley – Love Story

### Beste Nebendarstellerin
präsentiert von Gig Young
Helen Hayes – Airport
Karen Black – Five Easy Pieces – Ein Mann sucht sich selbst (Five Easy Pieces)
Lee Grant – Der Hausbesitzer (The Landlord)
Sally Kellerman – M*A*S*H
Maureen Stapleton – Airport

### Bestes adaptiertes Drehbuch
präsentiert von Harry Belafonte und Eva Marie Saint
Ring Lardner junior – M*A*S*H
Robert Anderson – Kein Lied für meinen Vater (I Never Sang for My Father)
Joseph Bologna, David Zelag Goodman, Renée Taylor – Liebhaber und andere Fremde (Lovers and Other Strangers)
Larry Kramer – Liebende Frauen (Women in Love)
George Seaton – Airport

### Bestes Original-Drehbuch
präsentiert von Sarah Miles und George Segal
Francis Ford Coppola, Edmund H. North – Patton – Rebell in Uniform (Patton)
Carole Eastman, Bob Rafelson – Five Easy Pieces – Ein Mann sucht sich selbst (Five Easy Pieces)
Éric Rohmer – Meine Nacht bei Maud (Ma nuit chez Maud)
Erich Segal – Love Story
Norman Wexler – Joe – Rache für Amerika (Joe)

### Beste Kamera
präsentiert von Geneviève Bujold und James Earl Jones
Freddie Young – Ryans Tochter (Ryan’s Daughter)
Osamu Furuya, Sinsaku Himeda, Masamichi Satō, Charles F. Wheeler – Tora! Tora! Tora!
Fred J. Koenekamp – Patton – Rebell in Uniform (Patton)
Ernest Laszlo – Airport
Billy Williams – Liebende Frauen (Women in Love)

### Bestes Szenenbild
präsentiert von Petula Clark
Antonio Mateos, Urie McCleary, Gil Parrondo, Pierre-Louis Thévenet – Patton – Rebell in Uniform (Patton)
E. Preston Ames, Alexander Golitzen, Mickey S. Michaels, Jack D. Moore – Airport
Carl Biddiscombe, Richard Day, Taizô Kawashima, Norman Rockett, Walter M. Scott, Jack Martin Smith, Muraki Yoshirō – Tora! Tora! Tora!
Robert Cartwright, Pamela Cornell, Terence Marsh – Scrooge
Tambi Larsen, Darrell Silvera – Verflucht bis zum jüngsten Tag (The Molly Maguires)

### Bestes Kostüm-Design
präsentiert von Merle Oberon
Vittorio Nino Novarese – Cromwell – Krieg dem König
Jack Bear, Donald Brooks – Darling Lili
Margaret Furse – Scrooge
Edith Head – Airport
Bill Thomas – Herrscher der Insel (The Hawaiians)

### Beste Filmmusik (Original Score)
präsentiert von Joan Blondell und Glen Campbell
Francis Lai – Love Story
Frank Cordell – Cromwell – Krieg dem König
Jerry Goldsmith – Patton – Rebell in Uniform (Patton)
Henry Mancini – Sonnenblumen (I Girasoli)
Alfred Newman – Airport

### Beste Filmmusik (Original Song Score)
präsentiert von Joan Blondell und Glen Campbell
George Harrison, John Lennon, Paul McCartney, Ringo Starr – Let It Be
Vince Guaraldi, Rod McKuen, Bill Meléndez, Al Shean, John Scott Trotter – Charlie Brown und seine Freunde (A Boy Named Charlie Brown)
Fred Karlin, Marsha Karlin – 100 Dollar mehr, wenn’s ein Junge wird (The Baby Maker)
Leslie Bricusse, Ian Fraser, Herbert W. Spencer – Scrooge
Henry Mancini, Johnny Mercer – Darling Lili

### Bester Song
präsentiert von Joan Blondell und Glen Campbell
„For All We Know“ aus Liebhaber und andere Fremde (Lovers and Other Strangers) – Jimmy Griffin, Fred Karlin, Robb Royer
„Pieces of Dreams“ aus Die Geliebte des Priesters (Pieces of Dreams) – Alan Bergman, Marilyn Bergman, Michel Legrand
„Thank You Very Much“ aus Scrooge – Leslie Bricusse
„Till Love Touches Your Life“ aus Madron – Arthur Hamilton, Riz Ortolani
„Whistling Away the Dark“ aus Darling Lili – Henry Mancini, Johnny Mercer

### Bester Schnitt
präsentiert von Geneviève Bujold und James Earl Jones
Hugh S. Fowler – Patton – Rebell in Uniform (Patton)
Inoue Chikaya, Pembroke J. Herring, James E. Newcom – Tora! Tora! Tora!
Stuart Gilmore – Airport
Danford B. Greene – M*A*S*H
Thelma Schoonmaker – Woodstock

### Bester Ton
präsentiert von Shirley Jones und John Marley
Don J. Bassman, Douglas O. Williams – Patton – Rebell in Uniform (Patton)
John Bramall, Gordon K. McCallum – Ryans Tochter (Ryan’s Daughter)
L. A. Johnson, Dan Wallin – Woodstock
Herman Lewis, Murray Spivack – Tora! Tora! Tora!
David H. Moriarty, Ronald Pierce – Airport

### Beste visuelle Effekte
präsentiert von Lola Falana und Juliet Prowse
L. B. Abbott, A. D. Flowers – Tora! Tora! Tora!
Alex Weldon – Patton – Rebell in Uniform (Patton)

### Bester Kurzfilm
präsentiert von Jim Brown und Sally Kellerman
The Resurrection of Broncho Billy – John Longenecker
Shut Up… I’m Crying – Robert Siegler
Sticky My Fingers… Fleet My Feet – John D. Hancock

### Bester animierter Kurzfilm
präsentiert von Jim Brown und Sally Kellerman
Is It Always Right to Be Right? – Nick Bosustow
The Further Adventures of Uncle Sam: Part Two – Dale Case, Robert Mitchell
The Shepherd – Cameron Guess

### Bester Dokumentarfilm (Kurzfilm)
präsentiert von Richard Benjamin und Paula Prentiss
Interviews with My Lai Veterans – Joseph Strick
A Long Way from Nowhere – Bob Aller
Oisín – Patrick Carey, Vivien Carey
The Gifts – Robert Gene McBride
Time Is Running Out – Horst Dallmayr, Robert Ménégoz

### Bester Dokumentarfilm
präsentiert von Richard Benjamin und Paula Prentiss
Woodstock – Bob Maurice
Dann war mein Leben nicht umsonst – Martin Luther King, (King: A Filmed Record... Montgomery to Memphis) – Ely A. Landau
Erinnerungen an die Zukunft – Harald Reinl
Jack Johnson – Jim Jacobs
Say Goodbye – David H. Vowell

### Bester fremdsprachiger Film
präsentiert von Ricardo Montalbán und Jeanne Moreau
Ermittlungen gegen einen über jeden Verdacht erhabenen Bürger (Indagin su un cittadino al di sopra di ogni sospetto), Italien – Elio Petri
Erste Liebe, Schweiz – Maximilian Schell
Hoa-Binh, Frankreich – Raoul Coutard
Paix sur les champs, Belgien – Jacques Boigelot
Tristana, Spanien – Luis Buñuel

## Ehrenpreise

### Ehrenoscar
Lillian Gish
Orson Welles

### Irving G. Thalberg Memorial Award
Ingmar Bergman

### Jean Hersholt Humanitarian Award
Frank Sinatra

### Scientific and Engineering Award
Leonard L. Sokolow, Edward H. Reichard

### Technical Achievement Award
Sylvania Electric Products, Inc.
B. J. Losmandy
Eastman Kodak Co., Photo Electronics Corp.
Electro Sound Inc.